# Лига Азадеган
Ли́га Азадега́н (перс. ليگ آزادگان‎), иногда называется Ли́га 1 — вторая по уровню футбольная лига в системе футбольных лиг Ирана, в котором участвуют 18 футбольных клубов страны. 
Название лиги с персидского языка переводится как Лига Освобождённых. Лига названа так в честь освобождённых иранских военнопленных, которые попали в плен иракской армии в ходе восьмилетней ирано-иракской войны в 1980—1988 годах.
Лига Азадеган была создана в 1991 году, в послевоенные для Ирана годы, на смену существовавшему всего один сезон (1989/1990) Лиге Кудс. После исламской революции в Иране в 1979 году и последующей ирано-иракской войны, с 1979 года по 1988 год в стране практически не проводились футбольные турниры и лиги. Страна переживала острый кризис из-за войны с соседней страной, из-за международных санкций и натянутых отношений со многими странами, а также из-за событий происходящих внутри страны (культурная и религиозная революция, преследования инакомыслящих, сторонников светского государства и свергнутой династии Пехлеви). 
До 1979 года, в Иране существовал Кубок Тахте Джамшид, который являлся высшей футбольной лигой страны. После создания Лиги Азадеган, именно эта лига стала высшей футбольной лигой Ирана вплоть до 2001 года. Начиная с сезона 2001/2002, высшей футбольной лигой Ирана стала Иранская Про-лига, созданная в 2001 году.

## Формат
Лига Азадеган состоит из двух конференций, в каждой конференции по 12 команд. По окончании турнира команды занявшие первые места в обоих конференциях получают путевку в Про-Лигу. Команды занявшие вторые места в обоих конференциях, будут играть между собой в стыковых матчах (иногда стыковой матч проходит один раз в нейтральном поле) и победитель этих двух матчей получает третью путевку в Про-лигу. Команды занявшие последние два места с обоих конференциях вылетают во второй дивизион.

## Все победители

### В качестве Высшей лиги Ирана (1991-2001)
- 1991/1992 — ПАС (Тегеран)
- 1992/1993 — ПАС (Тегеран)
- 1993/1994 — Сайпа (Карадж)
- 1994/1995 — Сайпа (Карадж)
- 1995/1996 — Персеполис (Тегеран)
- 1996/1997 — Персеполис (Тегеран)
- 1997/1998 — Эстеглаль (Тегеран)
- 1998/1999 — Персеполис (Тегеран)
- 1999/2000 — Персеполис (Тегеран)
- 2000/2001 — Эстеглаль (Тегеран)

### Лига Азадеган как второй турнир Ирана (с 2001-н.в)
- 2001/2002 — Эстеглаль (Ахваз)
- 2002/2003 — Шамушак (Ноушехр)
- 2003/2004 — Саба (Кум)
- 2004/2005 — Тарбият (Йезд)
- 2005/2006 — Мес (Кермен)
- 2006/2007 — Рахиян (Керманшах)
- 2007/2008 — Паям Вахдат (Мешхед)
- 2008/2009 — Тракторсази (Тебриз)
- 2009/2010 — Нафт (Тегеран)
- 2010/2011 — Дамаш Гилан (Рашт)
- 2011/2012 — Пакан (Тегеран)
- 2012/2013 — Эстеглаль (Ахваз)
- 2013/2014 — Падидех (Мешхед)